# Димова, Анна Олеговна
А́нна Оле́говна Ди́мова (род. 28 сентября 1980, Оленегорск, Мурманская область, РСФСР, СССР) — российская актриса театра и кино.

## Биография
Родилась 28 сентября 1980 года в городе Оленегорске Мурманской области. Отец — военный лётчик, болгарин. Есть сестра. Детство прошло в военных городках лётчиков: посёлке Высоком под Оленегорском и посёлке Федотово под Вологдой. Сначала Анна Димова училась в школе № 13 в Высоком. В 1997 году окончила Федотовскую среднюю школу под Вологдой.
После школы по совету вологодской актрисы Ирины Джапаковой поехала в Москву поступать в театральный институт. Поступила сначала во Всероссийский государственный институт кинематографии имени С. А. Герасимова, но потом перешла в Театральный институт имени Бориса Щукина (курс Р. Ю. Овчинникова). Институт окончила в 2003 году. Сокурсниками Анны были Ольга Ломоносова и Григорий Антипенко.
Широкую известность получила благодаря ролям Амуры Буйо в сериале «Не родись красивой» и учительницы литературы Людмилы Михайловны в сериале «Папины дочки».
В 2007 году вместе с коллегами по сериалу «Не родись красивой» Нелли Уваровой и Дмитрием Зеничевым снялась в одной из главных ролей в сериале «Атлантида».
Первый супруг — ассистент режиссёра Леонид Фёдоров, познакомились на съёмках сериала «Атлантида», поженились после двух лет отношений. Позже развелись. Второй муж — Павел Маслов, с которым воспитывают сына Егора.

## Творчество

### Роли в театре

#### Независимый театральный проект
- 2004 — «Боинг-Боинг»[13] по пьесе Марка Камолетти —  Марта[6] / режиссёр С. Э. Алдонин

#### Театральный центр «На Страстном»
- Планета / режиссёр Е. В. Гришковец

#### Московский драматический театр им. К. Станиславского
- Мастер и Маргарита[14] — Гелла / режиссёр С. Э. Алдонин
- Ромео и Джульетта — кормилица Джульетты[14][15] / режиссёр С. Э. Алдонин

#### Театр имени Е. Б. Вахтангова
- «Мадемуазель Нитуш» (Флоримон Эрве)[6] / режиссёр В. В. Иванов

#### Учебный театр Театрального училища им. Б. Щукина
- «Старый-престарый сеньор с преогромными крыльями» (Габриэль Гарсиа Маркес)[6]
- «Люди и вещи»[6]
- «Смешные страсти» (Номер «Пододеяльник»)[6]

### Фильмография
- 2003 — Сибирочка[6]
- 2004 — Близнецы — Мухабад Исмаилова, младший лейтенант милиции в Ташкенте
- 2005 — Охота на асфальте — Тоня, подруга Ольги
- 2005 — Шекспиру и не снилось… — Кларисса Бичер, жена Чарльза Гудьира / Варвара Алексеевна Лобачевская, жена Николая Лобачевского
- 2005—2006 — Не родись красивой — Амура Буйо, секретарь Киры Воропаевой
- 2007—2011 — Папины дочки — Людмила Михайловна, учительница русского языка и литературы[16]
- 2007—2008 — Атлантида — Марина Ламарина[2]
- 2010 — Гаражи — Виолетта, актриса
- 2011 — Метод Лавровой — бывшая жена Леоновского[8]
- 2014 — 1001 — мачеха Лейлы
- 2015 — Людмила Гурченко — боевая подруга Ордынского[17]
- 2016 — Воронины — Эльвира Яковлевич, покупательница комбинезонов Веры[9]
- 2018 — Другие — жена Сашко
- 2019 — Дорога домой — цыганка
- 2023 — Папины дочки. Новые — Людмила Михайловна, учительница русского языка и литературы

### Телепроекты
В 2006 году Анна Димова в одной команде вместе с мурманскими земляками DJ Грувом и Алексеем Гоманом сыграла против московских радиоведущих «Европы Плюс» Антона Комолова, Константина Михайлова и Севы Полищука в телепередаче «Хорошие шутки» на телеканале СТС.
В 2007 году в предновогоднем выпуске программы «Татьянин день» на телеканале «Домашний» сыграла роль пани Ольгицы в спектакле «Кабачок „13 стульев“».
Также в качестве гостя принимала участие в телепередачах «Жизнь прекрасна» и «Самый умный» (СТС), «Время красоты» (Домашний), «Модный приговор» (Первый канал), «Копилка фокусов» (Карусель), «Невероятные истории любви» (СТБ) и других.

## Публикации
- Лицо с обложки. Анна Димова усыновила котенка // журнал «Сериал» № 36 (2-8 сентября 2009)  (недоступная ссылка)
- Красивые ожидания Димовой // Твой день. № 490 от 24 апреля 2008  (недоступная ссылка)
- Анна Димова: «В женсовете нет дружбы!» С. 20-23
- Смуглянка. Анна Димова. Амура Буйо // журнал «Престиж»